# Петро Рославець
Рославець Петро Іванович — український військовий та політичний діяч XVII століття, сотник почепський (1653—1657), полковник стародубський (1659—1663, 1668—1672, 1673—1676).

## Біографія
Виходець із міщан м. Почеп, що на Лівобережній Україні, хоча серед самих Рославців побутував непідтверджений сімейний переказ, що їхній рід бере витоки від Ходкевичів, один із представників яких начебто обіймав посаду урядника в Рославлі. 
Станом на 1654 рік Петро Рославець, попри свою неграмотність, займав чин почепського сотника Ніжинського полка. В 1657 його змістили з цієї посади, позаяк універсалом наказного стародубського полковника Якова Обуйноженка за «Петром Рославченком, козаком и полковым товаришем» було затверджено місце для влаштування водної мельниці на річці Кость.  
В 1660 році ніжинський полковник Василь Золотаренко назначив Петра Рославця наказним полковником стародубським, а в 1663 — після утворення лівобережним гетьманом Іваном Брюховецьким окремого Стародубського полку — стає постійним. Втім, вже того ж 1663 року гетьман відсторонив Петра Рославця від посади й звів на неї Івана Плотника, вихідця із «гультяйства запорозького». На початку 1668 року Рославець був знову обраний полковником та взяв активну участь у подіях московсько-української війни: знищив московську залогу Стародуба, обороняв Почеп від військ царського воєводи К. Щербатова.
Брав участь у змові проти гетьмана Дем'яна Многогрішного 1672 року, а пізніше виступив проти гетьмана Івана Самойловича. 
Намагався відділити Стародубський полк від Гетьманщини й підпорядкувати його безпосередньо Москві, на зразок слобідських полків. Не підтриманий полковою старшиною, зазнав невдачі й у Москві, яка віддала справу на розгляд гетьманського уряду. 1676–1677, за ухвалою Генерального Військового Суду, Рославець позбавлений уряду й засуджений на смертну кару, але гетьман помилував його, й московська влада заслала Рославця до Сибіру, де він і помер.